# Петросян, Лариса Суреновна
Лариса Суреновна Петросян (творческий псевдоним — Лара Ян) (род. 1 января 1993, Телави, Грузия) — российская и грузинская певица и фотомодель. 1-Вице-мисс Грузии 2017, Мисс Вселенная Грузия 2018. Участница конкурса «Мисс Вселенная 2018».

## Биография
Родилась в Телави, Грузия, в армяно-грузинской семье. Мать грузинка, а отец — армянин, который родился и вырос в Грузии.
20 лет прожила в городе Новочебоксарск (Чувашия, Россия). С 1998 года по 2008 год посещала Новочебоксарскую школу № 17. Заниматься вокалом начала с 10 лет, с 14 лет участвовала в различных музыкальных конкурсах, прошла отборочный тур на «Новую волну», в музыкальных проектах на Украине, которые проводились под эгидой российских продюсеров В. Меладзе и Ф. Киркорова.
4 июня 2007 года детский коллектив — вокальная студия «Макси» (руководитель В. Е. Тюльканов) принял участие в Региональном конкурсе детской эстрадной песни «Камертоша» (г. Козьмодемьянск), солистка студии «Макси» Лариса Петросян стала дипломантом конкурса. С 31 марта по 4 апреля 2007 года солисты студии «Макси» (руководитель В. Е. Тюльканов) приняли участие в IV Международном фестивале — конкурсе художественно-музыкального творчества «Открытая Европа» (г. Москва). Воспитанницы студии Лариса Петросян, выступив в жанре эстрадного вокала, показали хорошую подготовку, прошли отборочные туры и выступили в финальной части конкурса. Лауреат конкурса «Молодые голоса России», прошедшего в Новочебоксарске в 2008 году.
С 23 по 28 февраля 2011 года в Санкт-Петербурге прошел V Международный конкурс исполнителей эстрадной песни «Путь к звездам». В итоге приглашение на конкурс в Польшу с бесплатным пребыванием на конкурсе получила Лариса Петросян (г. Телави, Грузия). Участвовала в проекте на Украине, где Киркоров и Ани Лорак проводили поиск звезд, дошла там до финала. Принимала участие в шоу «Голос» в Грузии.
Была моделью российского модельного агентства Volga Models. В 2017 году стала обладателем титула «Первая вице-мисс Грузии — 2017». В 2018 году приняла участие в конкурсе «Мисс Вселенная».

## Титулы
- «Вице-мисс Новочебоксарск — 2010»,
- «Вице-мисс Чувашия — 2010»,
- «Мисс Талант — 2010»,
- «Мисс Талант» в конкурсе «Мисс Волга — 2011»,
- «Топ-модель Чувашии — 2012»
- 1-Вице Мисс Грузия 2017
- Мисс Вселенная Грузия 2018
- 1-вице Мисс Офис 2020 г.Москва